# Tasnádszarvad
Tasnádszarvad falu Romániában, Szatmár megyében.

## Fekvése
Szatmár megyében, Nagykárolytól délkeletre, Tasnád és Érszakácsi között fekvő település.

## Története
Tasnádszarvad Árpád-kori település, nevét az oklevelek 1205- és 1235 között már említették Sorloud néven. 1279-ben Zaward, 1300-ban Zarvad, 1455-ben Sarwad, 1592-ben Tasnád-Zarwad, 1649-ben Tasnád-Szarvagya-nak írták nevét.
1279-ben IV. László király megbízta a váradi káptalant, hogy iktassa be az akkor Külsőszolnokhoz tartozó Zaward (Szarvad) birtokába Ambrus fia Hégén ispánt és fiát Gogan Bánt.
1300-ban IV. László adománylevelét Szarvadi (Zarwod) Hégén unokája János kérésére az erdélyi káptalan által megújították.
1465-ben Bályoki Szilveszter e birtokot is lekötötte Dengelegi Pongrác János erdélyi vajda és székely ispán részére.
1475-ben Dengelegi Pongrác János birtoka volt.
1484-ben e települést is említették azon birtokok között, melyeket Becski László zálogosított el Csaholyi Annának.
1490 Zavard egyik birtokrészébe Báthory Andrást is beiktatták.
1642-ben egy tasnádszarvadi részbirtok felett Balázsházi Ferenc és Hatvani Ferenc egyezkedtek.
Szarvad az 1648 évi osztozkodásnál Károlyi Ádámnak jutott.
1702-ben Guthy Farkas is birtokos Szarvadon, 1715-ben pedig Vaji László is birtokot szerzett itt.
Az 1797-es összeíráskor Szarvad a tasnádi uradalomhoz tartozott, ekkor Károlyi Antalnak adták. Vajai Vay László pedig 6 évre bérbeadta Tasnád mezővároshoz tartozó szarvadi részbirtokát Reviczki Józsefnek és Szotyori Kerekes Józsefnek és nejének.
Az 1797-es összeíráskor a település főbb birtokosai Tisza László, Péchi Antal, Veér Farkas, Ravazdi Kata, Kabós István voltak.
Szarvad  is azok közé a települések közé tartozott, melyek az ezen a vidéken dúló csatározások miatt elnéptelenedtek, és melyet később oláhokkal népesítettek újra.
1715-ben itt 13 jobbágy háztartás fizetett adót; 6 magyar és 7 oláh.
1847-ben  Szarvadnak 830 lakosa volt.
1890-ben 1225 lakosú település, melyben 475 magyar, 1 német, 673 oláh, és 70 egyéb nyelvű élt. Ebből 45 római katolikus, 760 görögkatolikus, 2 evangélikus, 382 református, 36 izraelita volt. Házai száma 214.
Az 1910-es népszámláláskor 1516 lakosa volt, melyből 514 magyar, 894 román, 92 cigány, 16 egyéb volt. Ebből 63 római katolikus, 981 görögkatolikus, 425 református volt. 
A 20. század elején Szilágy vármegye Tasnádi járásához tartozott.

## Nevezetességek
- Református templom.
- Görögkatolikus templomát 1773-ban Major Gábor fogarasi püspök építtette. Anyakönyvük 1801-ben kezdődik.
- Itt született Petri Mór író, költő, és tanár, az Erdélyi Irodalmi Társaság és a Petőfi Társaság tagja (1863-1945) 1863 július 11-én.

## Szentmiklós (Pusztaszentmiklós)
Tasnádszarvad határába feküdt egykor Szentmiklós település is, melyet az oklevelekben általában Kenével és Csahollyal (1429), Szarvad és Bajom közt (1465), Orbóval (1549), leggyakrabban Szarvaddal (1490, 1550, 1642) kapcsolatban említették, tehát valószínűleg 
Puszta Szentmiklós nevű helyen feküdt, Tasnádszarvad határában, melynek neve a határrészek közt máig megtalálható.
Az egykori Szentmiklós település nevét Szent Miklós tiszteletére emelt egyházáról nyerte.
Az oklevelekben 1429-ben említették először a település nevét Zent Miklós néven, mikor Zsigmond király udvari híveit, a Csaholyi család tagjait: Csaholyi Jánost és István fiát, valamint Csaholyi Lászlót. 
1475 évi adólajstrom szerint Dengelegi Pongrác vajda birtoka volt, aki ekkor 6 forint adót fizetett.
1488-ban "Zentmiklós preadiumba" iktatták be Vajai Balázsné Szénási Elenát, kinek Horváth Gáspár az erdélyi püspök tisztje ellentmondott.
1490-ben Szent Miklós részbirtokba Báthory Andrást iktatták be.
1550-ben teljesen puszta volt, ekkor Ferdinánd király parancsára iktatták be Pusztaszentmiklósba új adományként Szénás család tagjai közül Lászlót, Istvánt, Andrást, Jánost, Pétert és Györgyöt.
1648-ban Szent Miklós az osztozkodáskor Károlyi Ádámnak jutott.
1789-ben Szentmiklós birtoka ügyében a kolozsmonostori konvent előtt Bánffy Farkas tett óvást.